# Topaktaş (Karaisalı)
Topaktaş ist ein Dorf (Köy) im Landkreis Karaisalı der türkischen Provinz Adana mit 158 Einwohnern (Stand: Ende 2024). Im Jahr 2011 hatte der Ort 144 Einwohner.